# Milena Bykova
Milena Aleksejevna Bykova (Oefa, 9 januari 1998) is een Russische snowboardster. Ze nam onder olympische vlag deel aan de Olympische Winterspelen 2018 in Pyeongchang.

## Carrière
Bij haar wereldbekerdebuut, in februari 2014 in Sudelfeld, scoorde Bykova direct wereldbekerpunten. In januari 2018 behaalde de Russin in Lackenhof haar eerste toptienklassering in een wereldbekerwedstrijd. Tijdens de Olympische Winterspelen van 2018 in Pyeongchang eindigde ze als tiende op de parallelreuzenslalom. Op 3 maart 2018 boekte Bykova in Kayseri haar eerste wereldbekerzege.

## Resultaten

### Olympische Winterspelen
| Jaar | Plaats      | Resultaten               |
| ---- | ----------- | ------------------------ |
| 2018 | Pyeongchang | 10e Parallelreuzenslalom |

### Wereldbeker
Eindklasseringen
| Seizoen   | PAR | PGS | PSL |
| --------- | --- | --- | --- |
| 2013/2014 | 49e | 49e | –   |
| 2015/2016 | 29e | 32e | 27e |
| 2016/2017 | 28e | 30e | 27e |
| 2017/2018 | 16e | 14e | 31e |

Wereldbekerzeges
| Datum        | Plaats  | Onderdeel            |
| ------------ | ------- | -------------------- |
| 3 maart 2018 | Kayseri | Parallelreuzenslalom |